# جوليو تريمونتي
جوليو تريمونتي ( النطق الإيطالي: ‎[ˈdʒuːljo treˈmonti]‏ ) (من مواليد 18 أغسطس 1947) سياسي إيطالي. خدم في الحكومة الإيطالية كوزير للاقتصاد والمالية في عهد رئيس الوزراء سيلفيو برلسكوني من 1994 إلى 1995، من 2001 إلى 2004، من 2005 إلى 2006، ومن 2008 إلى 2011.

## النشأة
وُلِد تريمونتي في سوندريو، شمال لومباردي، في عائلة أصولها من فينيتو وكامبانيا. تريمونتي أستاذ القانون بجامعة بافيا بإيطاليا، وأستاذ زائر في معهد القانون المقارن بأكسفورد. مجالات اهتمامه الخاصة هي القانون المالي، والسياسات المالية.

## مسيرته السياسية
كان تريمونتي هو الذي سهل الحوار بين سيلفيو برلسكوني وأمبرتو بوسي، زعيم رابطة الشمال الفيدرالية وصديق تريمونتي، مما أدى إلى تشكيل تحالف بيت الحريات. على الرغم من كونه عضوًا في فورزا إيطاليا، إلا أنه أقرب إلى رابطة الشمال في العديد من القضايا. تريمونتي سياسي قوي وفيدرالي مالي، يدعم الإصلاح الفيدرالي للنظام السياسي الإيطالي والمزيد من الاستقلالية في لومباردي وفينيتو، حيث لديه أنصاره الأساسيون.

### وزير المالية
تم انتخابه لأول مرة في عام 1994 لحلف إيطاليا، وتحول ولاءه إلى حزب يمين الوسط فورزا إيطاليا بعد فترة وجيزة من انعقاد جلسة البرلمان، وحصل على منصب وزير المالية في أول حكومة لبرلسكوني.
شغل تريمونتي منصب وزير المالية مرة أخرى ابتداء من عام 2001، عندما عاد برلسكوني إلى السلطة. أُجبر على الاستقالة في 3 يوليو 2004، بعد خلافات داخلية حول الوضع الاقتصادي للبلاد داخل مجلس الحريات، ولا سيما مع التحالف الوطني المحافظ. في أواخر عام 2005، أعيد تعيينه في نفس المنصب للمرة الثالثة بعد أن استقال البديل دومينيكو سينيسكالكو حتى نهاية حكومة برلسكوني الثالثة. في الانتخابات العامة لعام 2008، عاد برلسكوني إلى السلطة بأغلبية كبيرة في البرلمان وعين تريمونتي منصب الوزارة. في 5 سبتمبر 2012 أعلن تريمونتي أنه كان يؤسس حركته السياسية الخاصة قبل الانتخابات المقرر إجراؤها في الربيع، ومن المحتمل أن يسحب الدعم من حزب شعب الحرية بزعامة سيلفيو برلسكوني.